# مايك ريفيس
مايك ريفيس (بالإنجليزية: Mike Reeves)‏ (13 يناير 1943 في المملكة المتحدة - ) هو لاعب كرة قدم بريطاني في مركز الظهير. لعب مع نادي بليموث أرجايل وSaltash United F.C. ‏.